# Luís IV do Palatinado
Luís IV, Conde Palatinado do Reno (Heidelberg, 1 de janeiro de 1424 – Worms, 13 de agosto de 1449) foi um Eleitor do Palatinado do Reno da Casa de Wittelsbach entre 1436 a 1449.
Filho de Luís III do Palatinado e de sua segunda esposa, Matilde de Saboia. Sua mãe era descendente de quarta geração de Tomás III do Piemonte (1248 - 1282), o filho mais velho de Tomás II de Saboia.
Após a morte de Luís III, governou sob a tutela de seu tio, o Conde Palatino Otão I do Palatinado-Mosbach. Em 1444, ele repeliu os ataques dos Armagnacs como capitão imperial.
Em 1445, ele se casou com Margarida de Saboia, Duquesa de Anjou, viúva do rei Luís III de Nápoles, Duque de Anjou e filha do duque Amadeu VIII de Saboia. Com ela, ele teve seu único filho, Filipe do Palatinado (1448 – 1508).  Quando Luís IV morreu em 1449, aos 25 anos, em Worms, seu irmão Frederico I do Palatinado herdou o Palatinado. Foi enterrado na igreja Espírito Santo de Heidelberg.